# NSFNET

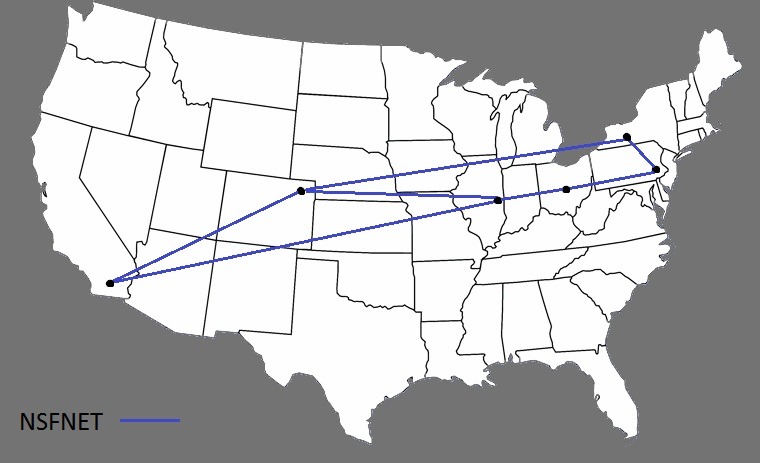
NSFNET v roce 1986

NSFNET (anglicky National Science Foundation Network) bylo v informatice jméno počítačové sítě, která v letech 1986–1995 plnila úlohu páteře Internetu tím, že spojovala vysokorychlostními spoji důležité síťové uzly na území USA.

## Historie
NSFNET byl vytvořen institucí NSF (Organizace na podporu vědy a výzkumu v USA), aby bylo možné propojit několik superpočítačů na akademiích, které NSF financovala. Hlavním zakladatelem byl Dennis Jennings, který přišel v roce 1985 s návrhem na NSFNET. Jennings rozhodl že se NSFNET bude používat hlavně pro výzkumné účely. Chtěl propojit několik regionálních sítí a vytvořit tak superpočítačovou síť, ve které by se pro komunikaci použil protokol TCP/IP, který byl již s úspěchem použit v síti ARPANET. V roce 1985 začala NSF financovat vytvoření pěti nových superpočítačových center: John von Neumannovo Centrum na Princetonské Universitě, San Diego superpočítačové Centrum v areálu University v California, San Diego, the National Center for Supercomputing Applications at the University of Illinois v Urbana-Champaign, Cornell Theory Center na Cornell University v Pittsburku. Národní centrum pro superpočítačové aplikace na University of Illinois, Urbana-Champaign. NSFNET spojil těchto pět center s Národním centrem pro výzkum atmosféry (také financováno NSF), které tak mělo přístup ke všem pěti superpočítačům zadarmo.
NSFNET byl spuštěn v roce 1986 a byl kompatibilní s ARPANETem, neboť používal také protokol TCP/IP, a sloužil jako páteřní spoj, na který se mohly napojit university. Tato šestice sítí byla propojena linkou o rychlosti 56 kbit/s, která byla zbudována Universitou v Illinois Národním centrem pro superpočítačové aplikace (NCSA), teoretickým centrem na Cornell University, Universita z Delaware, a Merit Network. Jakou routery byli použity minipočítače PDP-11, protože již měli implementován protokol TCP/IP. Jakmile se regionální sítě začaly rozvíjet, začal povoz sítě NSFNET narůstat exponenciálně. V důsledku toho v listopadu 1987 Merit Network dostalo ocenění od NSF. Původně 56 kbit/s linka byla v červenci roku 1988 vylepšena na 1,5 Mbit/s, poté další zvětšení bylo až v roce 1991 na 45 Mbit/s.
Správce sítě pro NCSA při vývoji NSFNETu byl Ed Krol, který také napsal Stopařova průvodce po Internetu na pomoc uživatelům NSFNETu, aby lépe porozuměli jeho schopnostem, a ukázalo se, že jedna z prvních opravdu užitečných příruček pro Internet.
NSF zahájila spolupráci s Merit Networks a také s jejich partnery IBM, MCI a státem Michigan na zlepšení sítě v roce 1987, přenos na síti se zdvojnásobil každých sedm měsíců. NSFNET se stal hlavní páteří internetu přibližně v roce 1988 když poskytoval propojení sítí BARRNet, Merit/MichNet, MIDnet, NCAR, NorthWestNet, SESQUINET, SURAnet, a Westnet, se kterými se připojilo 170 menších sítí k NSFNETu. V polovině roku 1990 se NSFNET stal převodem mezi ARPANETem, který sloužil pro ministerstvo obrany hlavně pro výzkumné účely a komerčním Internetem.

## Privatizace
V raných devadesátých letech musely všechny organizace připojující se na Internet podepsat dohodu o používání přímo s NFSNETem bez ohledu na to, kdo byl jejich poskytovatelem. Původní páteř 56 kb/s byla pod dohledem Superpočítačových center pod vedením Eda Krola z University v Illinois. PDP-11/73 Fuzzball routery byly konfigurovány Hansem-Wernerem Braunem z Merit Networks, který také dohlížel na jejich chod a statistiky byly shromažďovány na Cornell University.
V letech 1987 až 1995 byl NSFNET navrhován a řízen NSF a Merit Network. Eric M. Aupperle byl ředitelem společnosti Merit byl i ředitelem projektu NSFNET, a Hans-Werner Braun byl hlavní výzkumník. IBM, MCI a státu Michigan byli dalšími partnery projektu.
Dne 30. dubna 1995 přešel servis páteře NSFNETu na novou architekturu, u které je provoz zajišťován propojovacími body nazývané síťové přístupové body.